# Volovčica
Volovčica je zagrebačko gradsko naselje (kvart). Graniči s kvartovima Ferenščicom, Donjim Sveticama, Borongaj-Lugovima te Brunom Bušićem. Kvart je na sjeveru omeđen Borongajskom cestom, Ivanićgradskom ulicom na zapadu, Getaldićevom ulicom na istoku te Ulicom grada Vukovara na jugu.

## Stanovništvo
Volovčica prema popisu stanovništva iz 2011. ima 6347 stanovnika na površini od 0,56 km2.

## Upravna organizacija
Administrativno Volovčica se nalazi u gradskoj četverti Peščenica – Žitnjak. Pripada istoimenome mjesnome odboru.

## Povijest, znamenitosti i zanimljivosti
Povijest Volovčice počinje 16. travnja 1932. kada je na sjednici Gradskog poglavarstva odlučeno da će se prodati 207 građevinskih parcela na dotadašnjim livadama i oranicama. Tada je i odlučeno da će se izgraditi kanalizacija i cesta.
Sjeveroistočni rub naselja izgrađen je pedestih godina prošloga stoljeća, a južni, poznat po trima neboderima, potkraj šezdestih godina. 
Volovčica je poznata i po svome placu (Tržnici Volovčici) na kojem se nalazi poznati kružni objekt, sagrađen 1964., a projektirao ga je arhitekt Josip Tušek.
Na Volovčici se nalazi KNAP (Centar kulture na Peščenici). 
Na južnome se dijelu Volovčice nalazi crkva bl. Augustina Kažotića, čija je gradnja počela 1998., a u potpunosti završila 2009. godine.
Na Volovčici se nalaze dvije osnovne i srednje škole te jedan fakultet.

## Porijeklo imena Volovčica
Riječ Volovčica navodno je star naziv za trgovište.